# Dolce vita
Dolce vita is een nummer van de Italiaanse zanger Ryan Paris.
Het werd een internationale hit en bereikte in veel landen in de zomer van 1983, waaronder in Nederland en Vlaanderen, de nummer 1-positie, hoewel geen enkele platenmaatschappij de plaat aanvankelijk wilde uitbrengen.

## Achtergrond
In thuisland Italië bereikte de plaat de 10e positie en in het Verenigd Koninkrijk de 5e positie in de UK Singles Chart, in Ierland, Noorwegen, Zweden en Oostenrijk de 2e en in Duitsland de 3e positie.
In Nederland was de plaat op vrijdag 5 augustus 1983 Veronica Alarmschijf op Hilversum 3 en werd een gigantische hit in de destijds drie landelijke hitlijsten op de nationale publieke popzender. De plaat bereikte de nummer 1-positie in zowel de Nederlandse Top 40, Nationale Hitparade als de TROS Top 50. In de Europese hitlijst op Hilversum 3, de TROS Europarade, werd eveneens de nummer 1-positie bereikt.
In België werd ook de nummer 1-positie bereikt in zowel de voorloper van de Vlaamse Ultratop 50 als de Vlaamse Radio 2 Top 30. In Wallonië werd géén notering behaald.
In juni 1990 werd de plaat mede dankzij het programma onderdeel De Minimix in het populaire Veronica vrijdagavond radioprogramma Stenders & Van Inkel op Radio 3, opnieuw uitgebracht in Nederland en werd een bescheiden hit in de destijds twee landelijke hitlijsten op de nationale publieke popzender. Ditmaal in de remix 1990 versie van de Nederlandse mixer Ben Liebrand. Deze versie bereikte de 31e positie in de Nederlandse Top 40 en de 26e positie in de Nationale Top 100.
In België behaalde deze 1990 remix versie géén notering in de beide Vlaamse hitlijsten en de Waalse hitlijst.

## Hitnoteringen origineel (1983)

### Nederlandse Top 40
| Hitnotering: 13-08-1983 t/m 22-10-1983 | Hitnotering: 13-08-1983 t/m 22-10-1983 | Hitnotering: 13-08-1983 t/m 22-10-1983 | Hitnotering: 13-08-1983 t/m 22-10-1983 | Hitnotering: 13-08-1983 t/m 22-10-1983 | Hitnotering: 13-08-1983 t/m 22-10-1983 | Hitnotering: 13-08-1983 t/m 22-10-1983 | Hitnotering: 13-08-1983 t/m 22-10-1983 | Hitnotering: 13-08-1983 t/m 22-10-1983 | Hitnotering: 13-08-1983 t/m 22-10-1983 | Hitnotering: 13-08-1983 t/m 22-10-1983 | Hitnotering: 13-08-1983 t/m 22-10-1983 | Hitnotering: 13-08-1983 t/m 22-10-1983 |
| Week                                   | 1                                      | 2                                      | 3                                      | 4                                      | 5                                      | 6                                      | 7                                      | 8                                      | 9                                      | 10                                     | 11                                     |                                        |
| -------------------------------------- | -------------------------------------- | -------------------------------------- | -------------------------------------- | -------------------------------------- | -------------------------------------- | -------------------------------------- | -------------------------------------- | -------------------------------------- | -------------------------------------- | -------------------------------------- | -------------------------------------- | -------------------------------------- |
| Nummer                                 | 20                                     | 7                                      | 2                                      | 1                                      | 1                                      | 3                                      | 7                                      | 17                                     | 31                                     | 36                                     | 40                                     | uit                                    |

### Nationale Hitparade
| Hitnotering: 20-08-1983 t/m 22-10-1983 | Hitnotering: 20-08-1983 t/m 22-10-1983 | Hitnotering: 20-08-1983 t/m 22-10-1983 | Hitnotering: 20-08-1983 t/m 22-10-1983 | Hitnotering: 20-08-1983 t/m 22-10-1983 | Hitnotering: 20-08-1983 t/m 22-10-1983 | Hitnotering: 20-08-1983 t/m 22-10-1983 | Hitnotering: 20-08-1983 t/m 22-10-1983 | Hitnotering: 20-08-1983 t/m 22-10-1983 | Hitnotering: 20-08-1983 t/m 22-10-1983 | Hitnotering: 20-08-1983 t/m 22-10-1983 | Hitnotering: 20-08-1983 t/m 22-10-1983 |
| Week                                   | 1                                      | 2                                      | 3                                      | 4                                      | 5                                      | 6                                      | 7                                      | 8                                      | 9                                      | 10                                     |                                        |
| -------------------------------------- | -------------------------------------- | -------------------------------------- | -------------------------------------- | -------------------------------------- | -------------------------------------- | -------------------------------------- | -------------------------------------- | -------------------------------------- | -------------------------------------- | -------------------------------------- | -------------------------------------- |
| Nummer                                 | 9                                      | 2                                      | 1                                      | 1                                      | 2                                      | 3                                      | 4                                      | 13                                     | 24                                     | 44                                     | uit                                    |

### TROS Top 50
Hitnotering: 11-08-1983 t/m 20-10-1983. Hoogste notering: #1 (3 weken).

### TROS Europarade
Hitnotering: 21-08-1983 t/m 01-01-1984. Hoogste notering: #1 (3 weken).

### Vlaamse Radio 2 Top 30
| Hitnotering: 27-08-1983 t/m 19-11-1983 | Hitnotering: 27-08-1983 t/m 19-11-1983 | Hitnotering: 27-08-1983 t/m 19-11-1983 | Hitnotering: 27-08-1983 t/m 19-11-1983 | Hitnotering: 27-08-1983 t/m 19-11-1983 | Hitnotering: 27-08-1983 t/m 19-11-1983 | Hitnotering: 27-08-1983 t/m 19-11-1983 | Hitnotering: 27-08-1983 t/m 19-11-1983 | Hitnotering: 27-08-1983 t/m 19-11-1983 | Hitnotering: 27-08-1983 t/m 19-11-1983 | Hitnotering: 27-08-1983 t/m 19-11-1983 | Hitnotering: 27-08-1983 t/m 19-11-1983 | Hitnotering: 27-08-1983 t/m 19-11-1983 | Hitnotering: 27-08-1983 t/m 19-11-1983 | Hitnotering: 27-08-1983 t/m 19-11-1983 |
| Week                                   | 1                                      | 2                                      | 3                                      | 4                                      | 5                                      | 6                                      | 7                                      | 8                                      | 9                                      | 10                                     | 11                                     | 12                                     | 13                                     |                                        |
| -------------------------------------- | -------------------------------------- | -------------------------------------- | -------------------------------------- | -------------------------------------- | -------------------------------------- | -------------------------------------- | -------------------------------------- | -------------------------------------- | -------------------------------------- | -------------------------------------- | -------------------------------------- | -------------------------------------- | -------------------------------------- | -------------------------------------- |
| Nummer                                 | 20                                     | 7                                      | 2                                      | 1                                      | 1                                      | 1                                      | 2                                      | 4                                      | 11                                     | 16                                     | 21                                     | 22                                     | 29                                     | uit                                    |

### NPO Radio 2 Top 2000
| Nummer met noteringen in de NPO Radio 2 Top 2000 | '99  | '00  | '01-'20 | '21  |
| ------------------------------------------------ | ---- | ---- | ------- | ---- |
| Dolce Vita                                       | 1301 | 1428 | -       | 1560 |

1. ↑  Een '-' betekent dat het nummer niet was genoteerd en een vetgedrukt getal geeft de hoogste notering aan.
2. ↑  Deze tabel is bijgewerkt tot en met de meest recente editie (2024).

## Hitnoteringen remix (1990)

### Nederlandse Top 40
| Hitnotering: 18-08-1990 t/m 01-09-1990 | Hitnotering: 18-08-1990 t/m 01-09-1990 | Hitnotering: 18-08-1990 t/m 01-09-1990 | Hitnotering: 18-08-1990 t/m 01-09-1990 | Hitnotering: 18-08-1990 t/m 01-09-1990 |
| Week                                   | 1                                      | 2                                      | 3                                      |                                        |
| -------------------------------------- | -------------------------------------- | -------------------------------------- | -------------------------------------- | -------------------------------------- |
| Nummer                                 | 35                                     | 31                                     | 38                                     | uit                                    |

### Nationale Top 100
| Hitnotering: 14-07-1990 t/m 22-09-1990 | Hitnotering: 14-07-1990 t/m 22-09-1990 | Hitnotering: 14-07-1990 t/m 22-09-1990 | Hitnotering: 14-07-1990 t/m 22-09-1990 | Hitnotering: 14-07-1990 t/m 22-09-1990 | Hitnotering: 14-07-1990 t/m 22-09-1990 | Hitnotering: 14-07-1990 t/m 22-09-1990 | Hitnotering: 14-07-1990 t/m 22-09-1990 | Hitnotering: 14-07-1990 t/m 22-09-1990 | Hitnotering: 14-07-1990 t/m 22-09-1990 | Hitnotering: 14-07-1990 t/m 22-09-1990 | Hitnotering: 14-07-1990 t/m 22-09-1990 | Hitnotering: 14-07-1990 t/m 22-09-1990 |
| Week                                   | 1                                      | 2                                      | 3                                      | 4                                      | 5                                      | 6                                      | 7                                      | 8                                      | 9                                      | 10                                     | 11                                     |                                        |
| -------------------------------------- | -------------------------------------- | -------------------------------------- | -------------------------------------- | -------------------------------------- | -------------------------------------- | -------------------------------------- | -------------------------------------- | -------------------------------------- | -------------------------------------- | -------------------------------------- | -------------------------------------- | -------------------------------------- |
| Nummer                                 | 94                                     | 82                                     | 69                                     | 53                                     | 36                                     | 31                                     | 26                                     | 31                                     | 49                                     | 62                                     | 95                                     | uit                                    |

## Trivia
In 2021 verwerkte telecomprovider KPN een gedeelte van het nummer in een radio-en televisie reclamespot met dansende katten. Prompt keert de plaat dat jaar voor het eerst sinds het jaar 2000 ook weer terug in de jaarlijkse NPO Radio 2 Top 2000 van de Nederlandse publieke radiozender NPO Radio 2